# Zhaojue

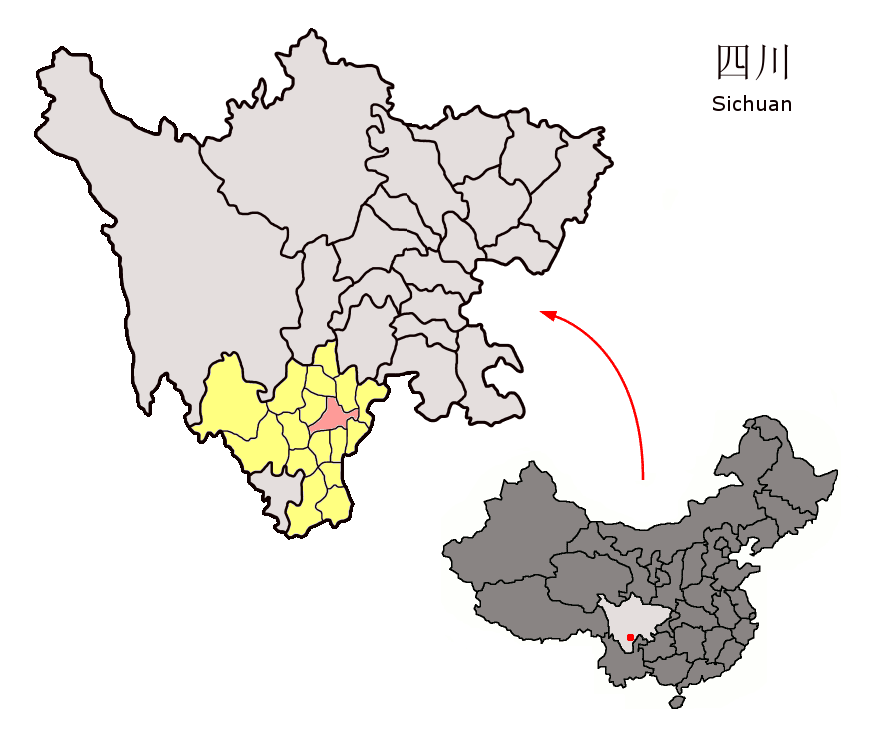
Lage von Zhaojue (rosa) in Liangshan (gelb)

Zhaojue (chinesisch 昭觉县, Pinyin Zhāojué Xiàn; Yi: Juojjop ꏪꐦ) ist ein Kreis des Autonomen Bezirks Liangshan der Yi im Südwesten der chinesischen Provinz Sichuan. Er hat eine Fläche von 2.555 km² und zählt 252.435 Einwohner (Stand: Zensus 2020). Sein Hauptort ist die Großgemeinde Xincheng (新城镇).
Die Boshenwahei-Felsbilder (Boshenwahei yanhua 博什瓦黑岩画) stehen seit 2006 auf der Liste der Denkmäler der Volksrepublik China (6-855).